# Phaedyma martabana
Phaedyma martabana är en fjärilsart som beskrevs av Moore 1881. Phaedyma martabana ingår i släktet Phaedyma och familjen praktfjärilar. Inga underarter finns listade i Catalogue of Life.